# لوئیس کوئن
لوئیس کوئن (انگلیسی: Louis Kuehn; ۲ آوریل ۱۹۰۱ – ۳۰ مارس ۱۹۸۱) شیرجه‌رو اهل ایالات متحده آمریکا بود.